# Hulín
Hulín (německy Hullein) je město v okrese Kroměříž ve Zlínském kraji, 5,5 km severovýchodně od Kroměříže. Žije zde přibližně 6 500 obyvatel. Velký vliv na vývoj města měla stavba Severní dráhy císaře Ferdinanda v roce 1841. Od té doby je Hulín důležitým dopravním uzlem. Ve městě má dlouhou tradici strojírenská výroba (TOS - továrna obráběcích strojů, a PILANA).

## Název
Jméno města bylo odvozeno od osobního jména Hula (jeho základem bylo sloveso huleti - "získávat, brát s sebou") a znamenalo "Hulův majetek".

## Historie

### Nejstarší dějiny
První písemná zmínka o městě pochází z roku 1224, kdy zde český král Přemysl Otakar I. vydával důležité listiny. Z nich je patrno, že tady dlel s početnou družinou, a je tudíž pravděpodobné, že Hulín vznikl dávno před touto událostí. Nasvědčuje tomu jak výhodná poloha v povodí řeky Moravy na ose starých obchodních cest, tak i archeologické nálezy. Četné požáry následkem přírodních katastrof a vojenských tažení způsobily, že se zachovalo jen málo písemných dokladů. V boční kapli kostela sv. Václava stojí pozdně románský portál z roku 1224. Přemysl Otakar I. přijel s četným doprovodem, a tak se dá předpokládat, že Hulín byl v té době menším střediskem správní a hospodářské výkonné moci. Přemysl Otakar I. zde za svého pobytu vydal důležité listiny pro Opavu a Přibyslavice a také onen první písemný doklad, kde je jméno Hulín zmiňováno poprvé. V roce 1261, za panování Přemysla Otakara II., přešel Hulín do církevního majetku jako dar krále olomouckému biskupovi Brunovi za jeho četné zásluhy.
Severně od města vzniklo předměstí Kroměřížská Ulice, zatímco jižním směrem předměstí Žabínek.

### Výstavba severní dráhy
Rok 1841 je zlomový pro budoucí průmyslový vývoj Hulína. Z jihu je stavěna Severní dráha císaře Ferdinanda, která měla spojit Vídeň s polskou Bochni. Trasa železnice vede přes Břeclav, Staré Město u Uherského Hradiště, Hulín, Přerov (s odbočkou do Olomouce) a dále směr Opava a Polsko.
Tím Hulín získá na důležitosti a pomohla tomu událost, která byla důležitá pro celé Rakousko-Uhersko, a to Kroměřížský sněm roku 1848. Tehdy účastníci sněmu přijížděli na hulínské nádraží a museli čekat na formany nebo jiné koněspřežné vozy, které je následně odvezli do Kroměříže. Dobu si zkracovali v místních pohostinstvích a utráceli nemalé peníze, což vedlo prosperování místních živnostníků.
Hlavním přínosem ale jsou nová pracovní místa, výstavba nových bytů pro zaměstnance drah, tím vznikají nové ulice kolem nádraží. Také je postavena nová plynárna k distribuci svítiplynu, který se používal ve vlacích.
Kromě železnice se začíná rozvíjet průmysl na zpracovávání cukrové řepy, která se hojně pěstovala kolem Hulína. V roce 1862 vzniká Spolek moravských cukrovarů se sídlem v Olomouci, tím dochází k další výstavbě a rozvoji města. Výstava jak průmyslového areálu, také silnic a činžovních domů pro zaměstnance cukrovaru. Ze strany místních usedlíků a zejména Františka Skopalíka, propagátora moderního polního hospodaření, snaha a ohlas o postavení vlastního cukrovaru. Nejprve byly žádosti zamítány, nakonec ale roku 1901 byl postaven nový cukrovar. S ním zase nová pracovní místa a ekonomický rozvoj města. Před první světovou válkou má Hulín tedy dva cukrovary.

### První světová válka
Během první světové války je z řad obyvatel vyvlastňován majetek. Především dobytek, kovové předměty ale i zemědělské plodiny. Důraz vláda ale dávala na provoz cukrovarů, který neměl být přerušen. Došlo tedy jenom k omezení výroby, nikoliv však k úplnému zastavení.

### První republika
I během první republiky je hlavním ekonomickým zdrojem zemědělská výroba, a to obiloviny a cukrová řepa. Nadšení, které naplňovalo celý národ, že už nemají „nad sebou“ Habsburka, brzy opadlo a přichází první dvouhodinová stávka za zvýšení hladových mezd. S ním pak rok 1933 a světová hospodářská krize, která sužuje všechny podniky ve městě. V cukrovarech byl znovu omezen provoz, cihelna však byla uzavřena a provoz již nebyl obnoven.
Radnice z důvodu velké nezaměstnanosti vymýšlí uměle pracovní místa jako spravování cest či chodníků, úprava zeleně atd. Radní také píše do podniků po celém Československu, zda by nějaká firma nechtěla postavit či pronajmout halu ve městě a začít podnikat na území Hulína. Tím by došlo ke vzniku nových pracovních míst. Zprvu jsou odpovědi negativní, ale následně se ozývá firma Elektromotor Skrat bratří Rýznarových ze Zábřehu na Moravě, že by si zde chtěli pronajmout halu na výrobu elektromotorů a elektrických praček. Ze strany Hulína jsou vítáni a Elektromotor Skrat začíná působit v Hulíně. V tutéž dobu se otevírá dílna, která se nazývá První moravská továrna na pily a nástroje.

### Druhá světová válka
Na začátku druhé světové války podnik Elektromotor Skrat neměl tak jistou budoucnost, jelikož jeho mateřská dílna sídlila v Zábřehu na Moravě, který v té době byl v Sudetech. Žádosti na přemístění podniku ze Sudet byly několikrát zamítnuty. Radní se však usilovně starali, aby podnik mohl být přestěhován do Hulína, a povedlo se jim to. Tím zachovali pracovní místa a během války dochází k velkému rozkvětu jak v podnicích Elektromotor Skrat, tak i První moravské továrně na pily a nástroje. Obě jsou podporovány Němci a například První moravská továrna na pily a nástroje zásobovala německou armádu nástroji na opracování dřeva. A na začátku roku 1941 pracovalo v továrně 400 pracovníků a na konci války jich bylo 1 200. Elektromotor Skrat na tom byl podobně, pro Němce musel přerušit výboru elektro praček a začít výrobu elektromotorů o výkonu 15 kW.
Co se týče cukrovarů, tak ty byly během války uzavřeny a obnoveny po skončení války.

### 1945–1948
Provoz v cukrovarech je obnoven, vzniká ale mezi nimi spor. Zemědělci jsou nabádání, aby svoji řepu nechávali zpracovávat v novém cukrovaru (akciovém), k tomu i dochází a následně starý cukrovar neměl co zpracovávat a přestával být využíván. Následně vláda stanovila povinnost nechávat zpracovat určitou část sklizně i ve starém cukrovaru a tím ho znovu využít.
V zemědělství vzniká problém v nedostatku pracovníků a tak musejí být dováženi lidé na výpomoc ze zahraničí, především z Ukrajiny a Rumunska. Zato průmysl v Hulíně stále vzkvétá. Po válce dvě největší firmy exportují výrobky do zahraničí. Vyvážejí se pily, pilové nástroje, elektromotory. Také je založeno nové průmyslové odvětví, oděvní průmysl.
Tak jako v celém Československu, tak i v Hulíně, jsou všechny podniky postupně znárodňovány. S novým označením Pilana n. p., Elektromotor Skrat n. p. vystupují tyto firmy v době socialismu, do roku 1989 jsou však průběžně přejmenovávány. Cukrovary jsou spojeny do Cukrovar v Hulíně n. p. a oděvní průmysl přechází pod OP Prostějov n. p.

### 1949–1960
Rokem 1949 začínají plně vládnout komunisté a je stanovená tzv. pětiletka, jedná se o ekonomickou koncepci SSSR a ostatních států východního bloku. Byly zde naplánovány předběžné výnosy, zisky a také plán odvedené práce, kolik pracovníků bude na čem pracovat a kolik určité plodiny či produktu vyrobí. V Hulíně první pětiletka dopadla nad očekávání. Neustále narůstal průmysl a s ním i přibýval počet obyvatel. Pilana n. p. de facto Nářadí n. p. má tři pracoviště, exportuje i mimo Evropu a to do Asie a Ameriky. Výrazná změna se dotkla Elektromotor Skrat n. p., nejen že byl přejmenován na TOS Hulín n. p., ale dochází ke změně produkce a to na výrobu obráběcích strojů, která je zachována dodnes. Cukrovar Hulín n. p. omezuje výrobu a areál starého cukrovaru začíná sloužit jako skladiště.

### 1961–1971
Toto desetiletí patří asi k největšímu rozmachu Hulína v celé jeho historii. Dochází k strmému zvýšení životní úrovně obyvatel. Pro příklad, každá šestá rodina má automobil, televize a pračka v domácnosti je samozřejmostí a ve městě je budována nová kanalizace. Jsou sjednocována zemědělská družstva JZD Hulín, Skaštice a Bílany do jednoho JZD Rovina. Otevírá se nový podnik na obdělávání dřeva Dřevopodnik Holešov, provozovna Hulín a Nářadí n. p. je zařazen do specializovaného podniku Nářadí Praha. Tím se stává monopolem na trhu s tímto výrobkem. Pozadu není ani TOS Hulín n. p., který nabírá na významnosti v rámci celé republiky. Díky nálezům štěrkopísku se začíná rozvíjet nový průmysl a vznikají nová pracovní místa. Jedná se o tzv. mokrou těžbu, jelikož štěrkopísek je těžen pod vodní hladinou.
Během tohoto desetiletí je vybudováno mnoho nových budov – domov důchodců, škola, veřejné osvětlení, vodovod, tělocvična spolu s jídelnou a družinou, která byla postavena v rámci akce „Z“ a také nové cesty.

### 1972–1989
Po velkém rozvoji začíná město stagnovat, nerozvíjí se tak velice a mohutně jako doposud. Ale neznamená to, že by se úplně zastavilo či přestalo s výstavbou, naopak jsou postavena dvě nová sídliště Družba I. a později Družba II. Počet obyvatel v roce 1971 byl 5 815, kdežto v roce 1989 až 8 660 obyvatel, což byl největší stav obyvatel za celou existenci Hulína. Přispěly k tomu podmínky místních podniků, nabídka bydlení, dopravní obslužnost a také lidé stěhující se z vesnic do měst, kde nacházejí nové služby a pohodlí.

## Obyvatelstvo

### Struktura
Vývoj počtu obyvatel za celou obec i za jeho jednotlivé části uvádí tabulka níže, ve které se zobrazuje i příslušnost jednotlivých částí k obci či následné odtržení.
| Místní části   | Místní části | 1869 | 1880 | 1890 | 1900 | 1910 | 1921 | 1930 | 1950 | 1961 | 1970 | 1980 | 1991 | 2001 | 2011 | 2019 |
| -------------- | ------------ | ---- | ---- | ---- | ---- | ---- | ---- | ---- | ---- | ---- | ---- | ---- | ---- | ---- | ---- | ---- |
| Počet obyvatel | část Hulín   | 2867 | 3405 | 3663 | 3831 | 4377 | 4506 | 4931 | 4788 | 6014 | 6354 | 7649 | 7895 | 7610 | 6896 | 6819 |
| Počet domů     | část Hulín   | 405  | 449  | 489  | 543  | 593  | 636  | 793  | 993  | 1045 | 1105 | 1166 | 1321 | 1299 | 1333 | -    |

## Doprava
Územím města prochází dálnice D1, která zde má exit 264 Hulín-západ a která se zde kříží s dálnicí D55 ve směru na Otrokovice. Kromě nich se zde kříží i silnice I/47 v úseku Kroměříž – Hulín se silnicí I/55 v úseku Přerov – Hulín – Otrokovice. Dále z města pokračuje na Holešov silnice II/432. Silnice III. třídy na území města jsou:
- III/05511 Hulín – Chrášťany – Záhlinice
- III/4325 (Nádražní ulice)
- III/4328 Hulín – Skaštice
- III/43826 Tlumačov – Kurovice
- III/43828 Záhlinice – Kurovice

## Přírodní poměry
V lesích jsou zarostlé malé písečné duny. Vodní plochy a lesy obývají ptáci. Ornitologové zde zaznamenali přes 270 druhů a z nich 140 tu hnízdí.[zdroj⁠?!] Podél lesa vedou i cyklistické stezky.

## Části obce
- Hulín
- Chrášťany
- Záhlinice

Od 1. ledna 1985 do 30. června 1990 k městu patřily i Pravčice.

## Pamětihodnosti
- Kostel svatého Václava
- Fara, Kostelní 132
- Sloup Nejsvětější Trojice, na nám. Míru (Sloup je z roku 1749. Kamenný pilíř nese sochu Boha Otce a Ducha svatého, na podstavci jsou sochy Panny Marie, Antonína Paduánského a Jana Nepomuckého. Kolem sousoší je ochranná zídka s balustrádou.)
- Kaple svaté Anny
- Krucifix při čp. 801
- Boží muka při viaduktu
- Boží muka směr Bílany

## Významní rodáci a osobnosti spojené s městem
- Vojtěch Adamec (1933–2011), český sochař a malíř
- Karel Čermák (1951–2013), český plavec a zakladatel TJ PS Kroměříž
- Antonín Dostálek (1882–1938), hudební skladatel a klavírista
- Radek Drulák (* 1962), fotbalový reprezentant
- Jiří Dvořák (* 1948), neurolog a sportovní lékař ve Švýcarsku
- Stanislav Hložek (* 1954), zpěvák
- Karel Horák (1918–1988), fotbalista, brankář, československý reprezentant
- Albert Jadrníček (1879–1968), katolický kněz a hulínský farář, vězeň nacismu, čestný kanovník kroměřížský[7]
- Josef Janáček (1925–1994), historik a pedagog
- Ignác Janovský (1915–1942), salesián-klerik, misionář na Kubě[8]
- František Kolařík (1927–1994), baptistický kazatel a politický vězeň
- František Lančík (1886–1976), starosta Přerova, člen protinacistického odboje a příslušník Československé armády v zahraničí
- František Malota (1900–1984), český inženýr, manažer a ředitel Baťových závodů
- Zdeněk Nehoda (* 1952), fotbalový reprezentant
- Břetislav Novotný (1892–1965), automobilový konstruktér
- Bedřich Rozehnal (1820–1876), poslanec Moravského zemského sněmu
- Václav Ruprecht (1917–1944), válečný pilot[9][10]
- Vojtěch Rygal (1910–1948), katolický kněz
- Vladimír Sedlařík (* 1980), rektor Univerzity Tomáše Bati ve Zlíně (2018–2022)
- Augustin Vrtaník (1878–1947), politik a meziválečný poslanec Národního shromáždění
- František Zlámal (* 1948), fotbalový reprezentant
- Zdeněk Zlámal (* 1985), fotbalový reprezentant

## Galerie

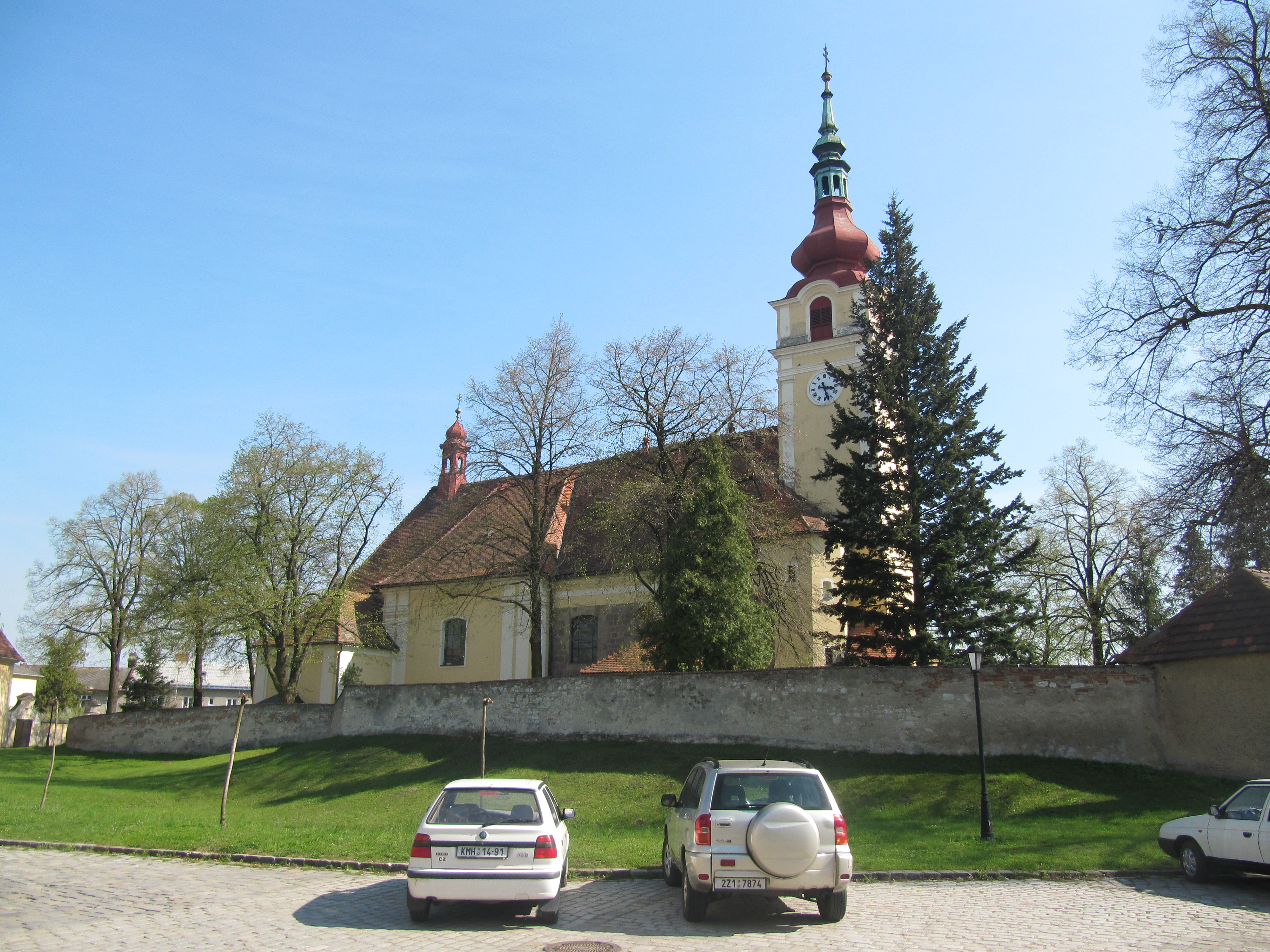
Kostel svatého Václava, uvnitř vzácný románský portál
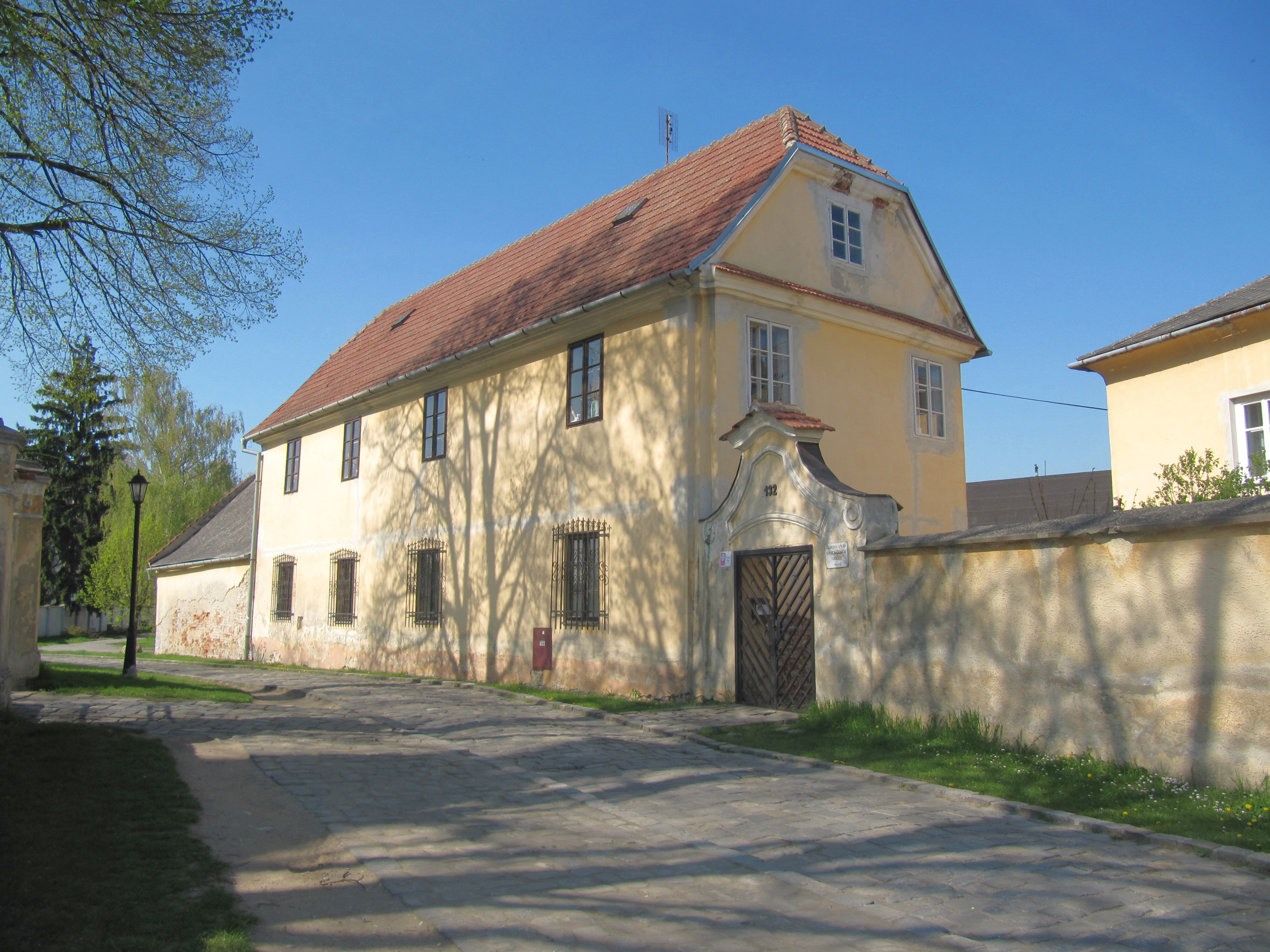
Fara
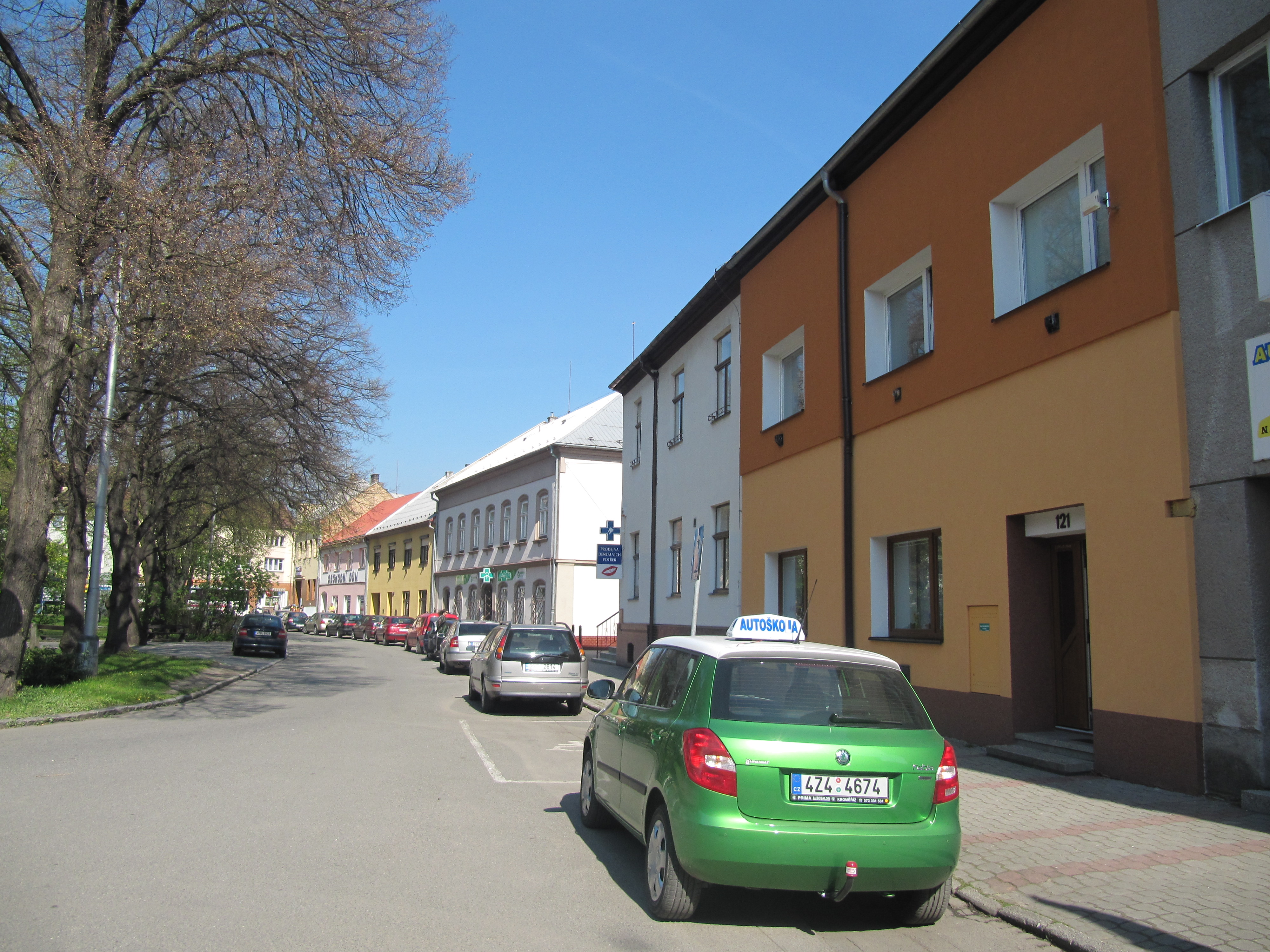
Jižní strana náměstí
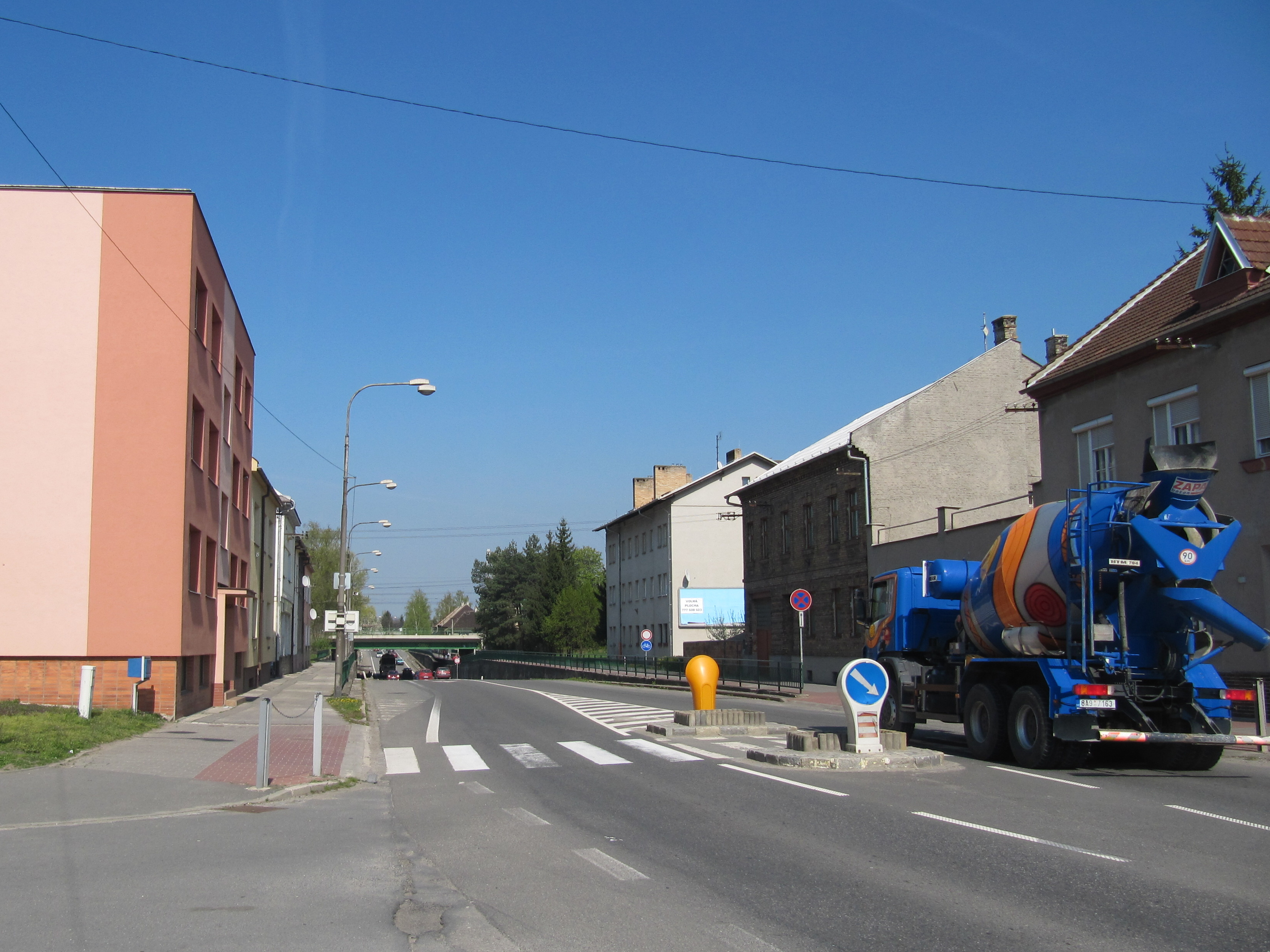
Holešovská ulice
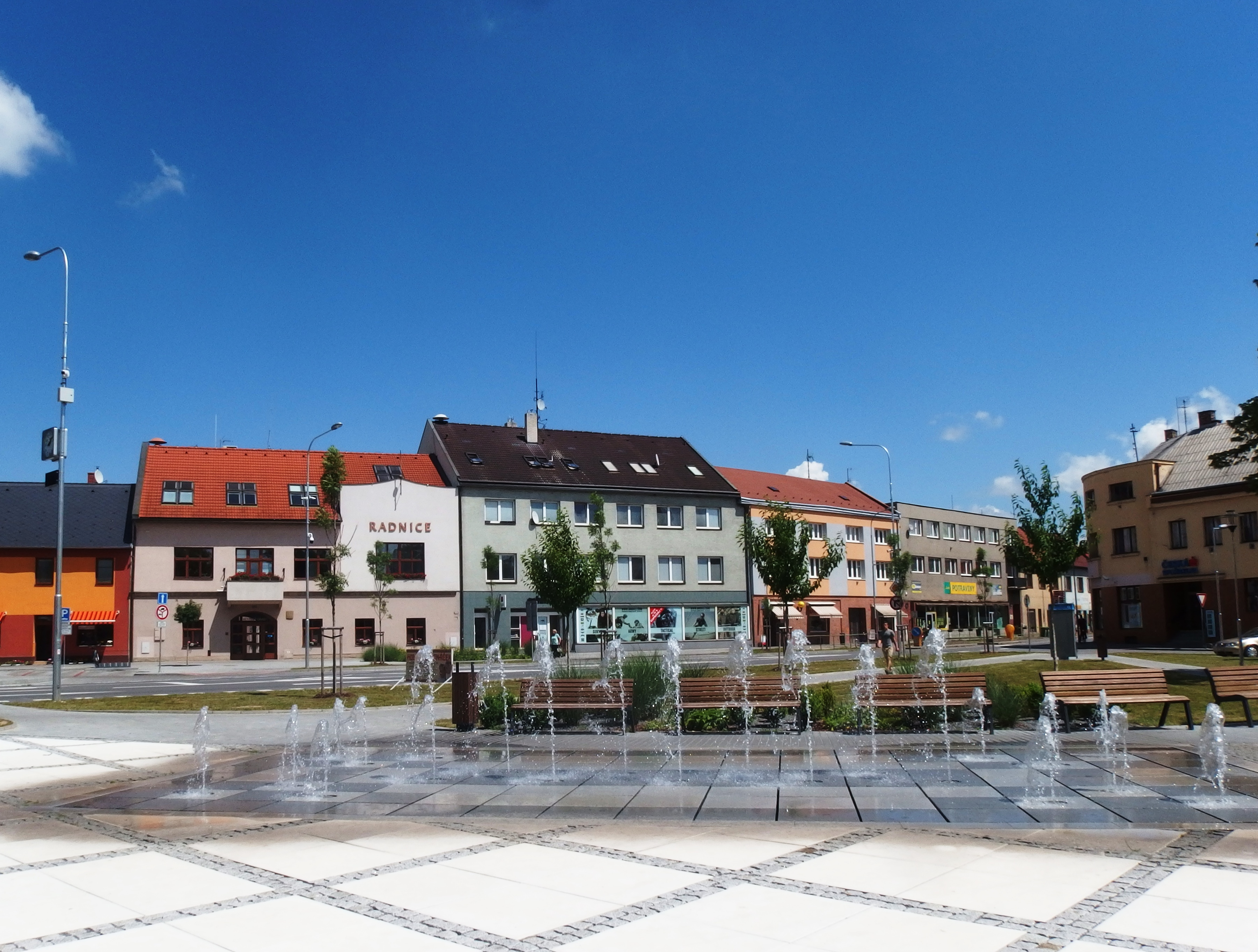
Náměstí
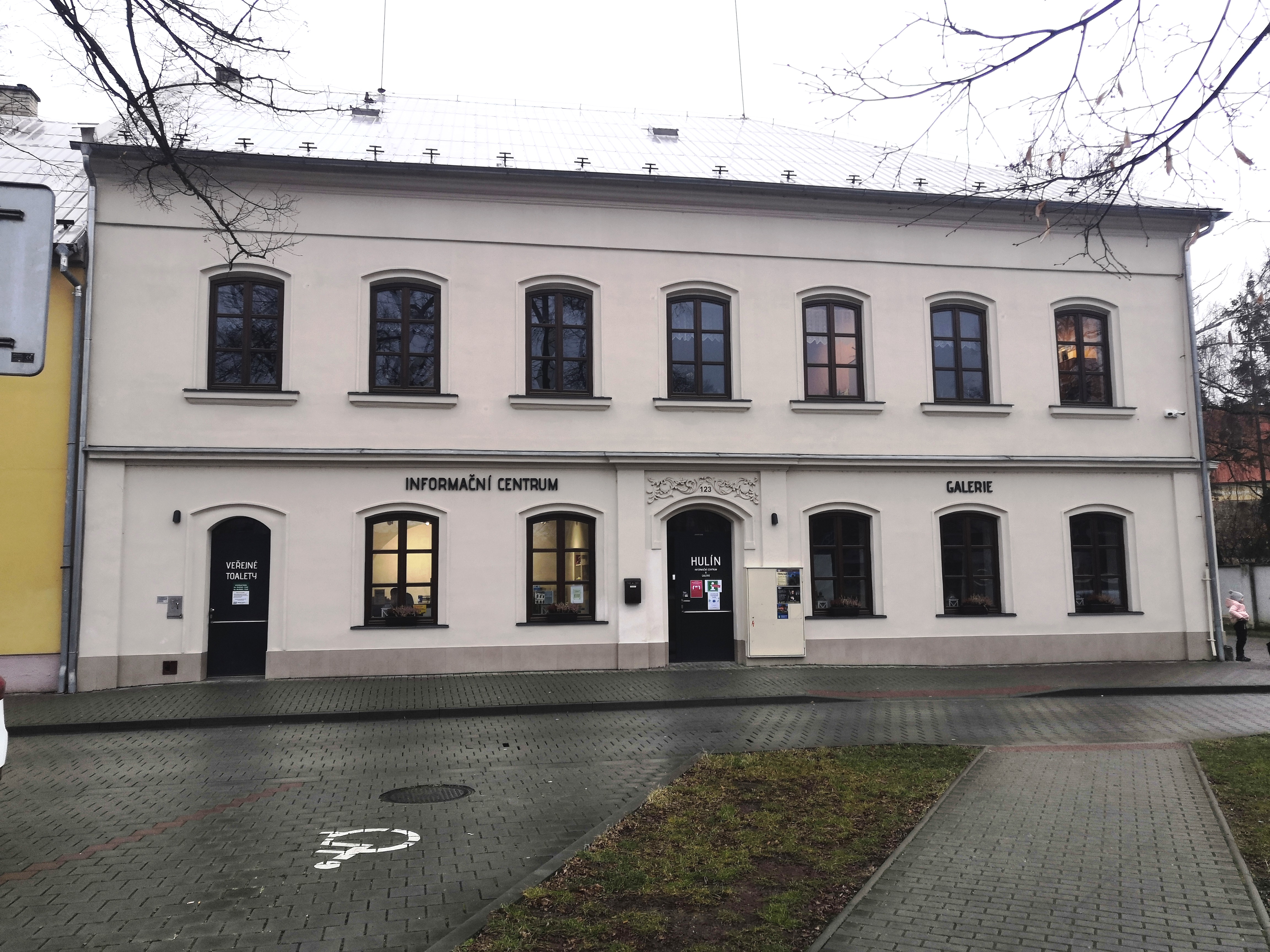
Infocentrum
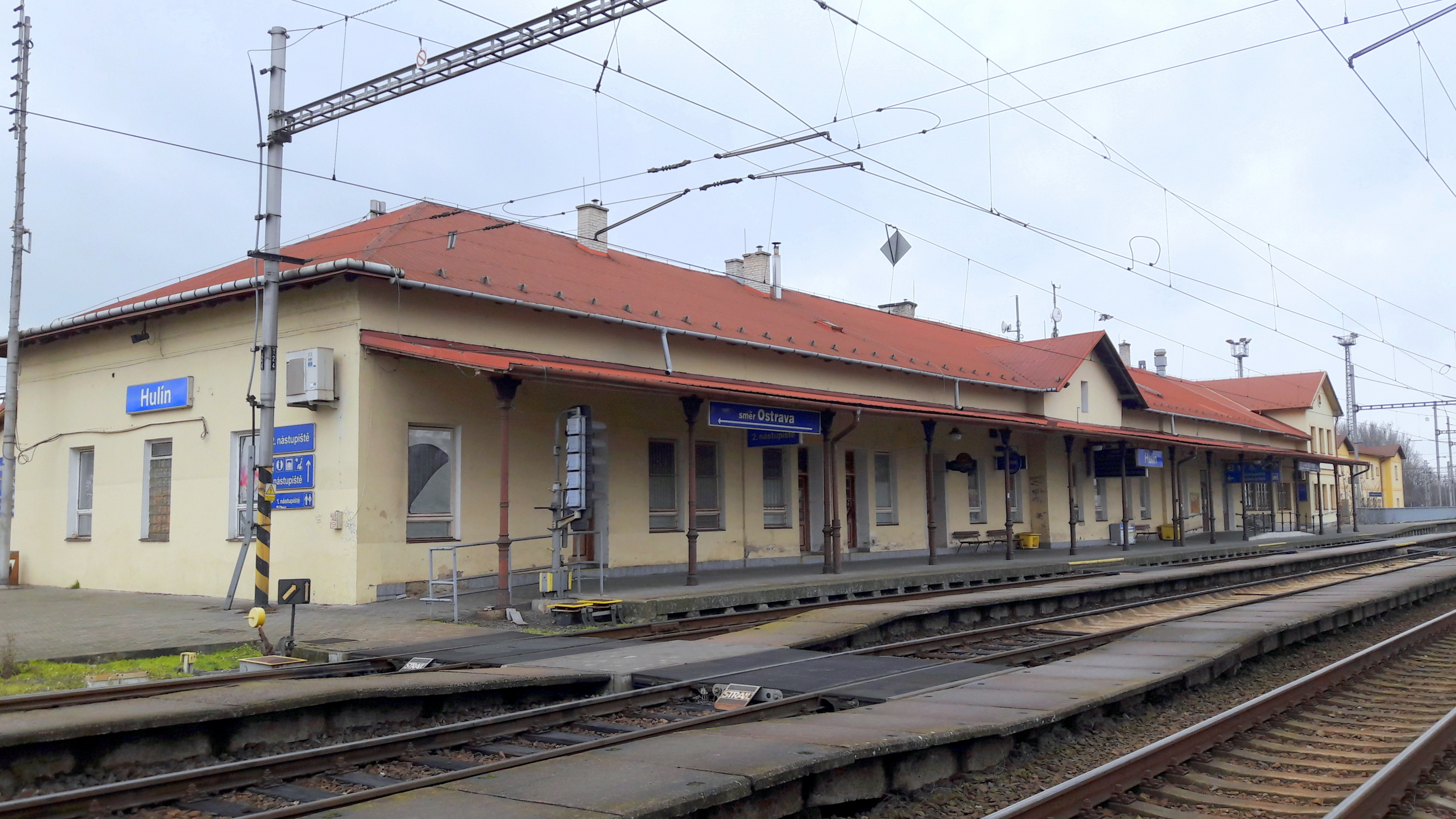
Nádraží, nástupiště č. 2
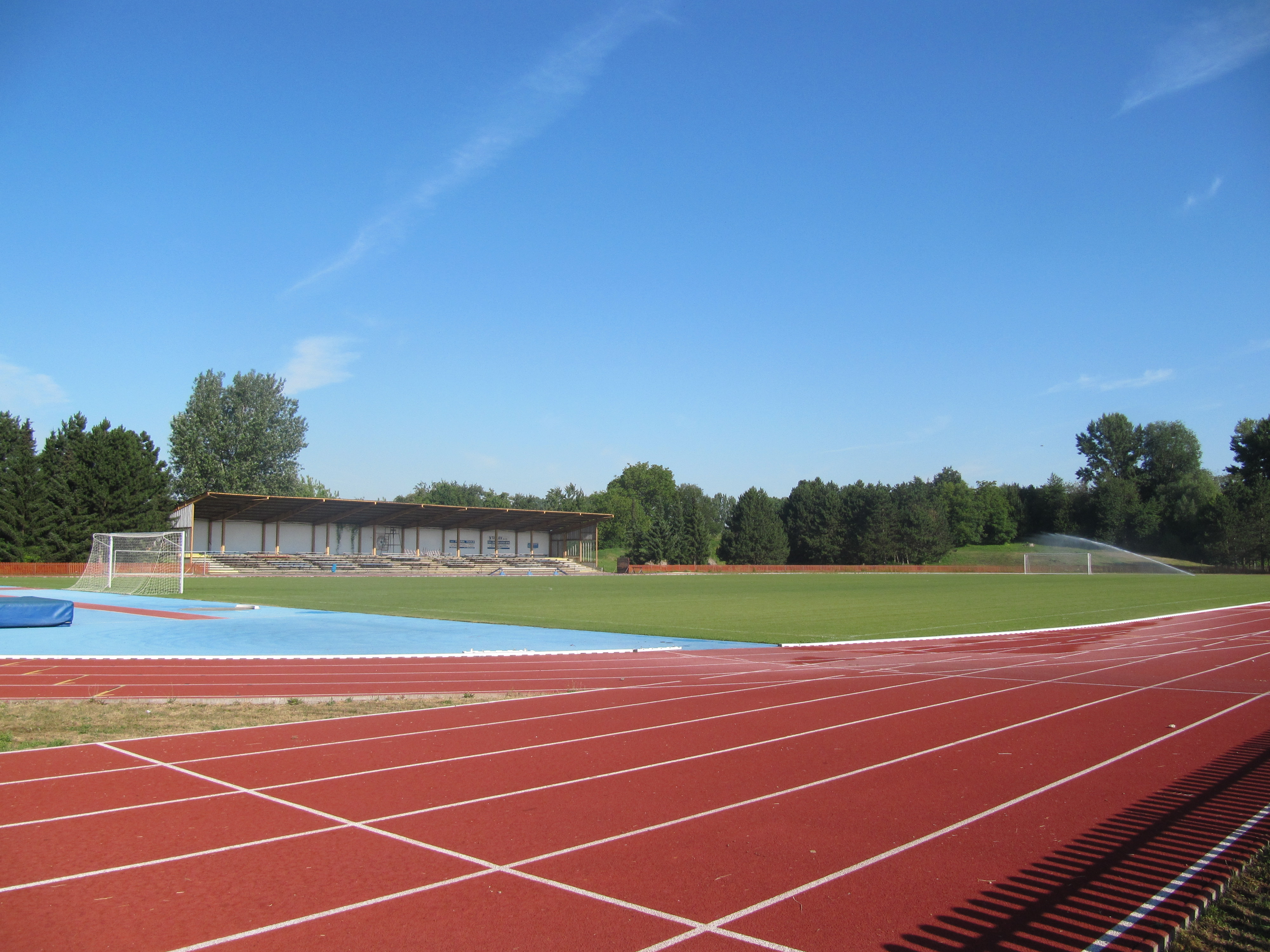
Spartak Hulín